# Viola nannae
Viola nannae R.E.Fr. – gatunek roślin z rodziny fiołkowatych (Violaceae). Występuje naturalnie w Kenii. 

## Morfologia
PokrójBylina dorastająca do 6 cm wysokości, tworzy kłącza.
LiścieBlaszka liściowa ma kształt od owalnego do okrągławego. Mierzy 5–20 mm długości oraz 4–17 mm szerokości, jest niemal całobrzega lub karbowana na brzegu, ma rozwartą lub zbiegającą po ogonku nasadę i tępy wierzchołek. Ogonek liściowy jest nagi. Przylistki są podługowato lancetowate lub równowąsko lancetowate i osiągają 3–6 mm długości.
KwiatyPojedyncze, wyrastające z kątów pędów. Mają działki kielicha o trójkątnie lancetowatym kształcie i dorastające do 4–5 mm długości. Płatki są odwrotnie jajowate lub lancetowate, mają fioletową barwę oraz 6–8 mm długości, dolny płatek jest eliptyczny, mierzy 4-6 mm długości, posiada obłą ostrogę o długości 2-3 mm.
OwoceTorebki mierzące 4-5 mm długości, o jajowatym kształcie.

## Biologia i ekologia
Rośnie na łąkach, na wysokości od 2500 do 3000 m n.p.m.